# طوطی دریایی
طوطی دریایی به سه گونهٔ کوچک از تیرهٔ ماهی‌گیرکان گفته می‌شود که در طول فصل تولیدمثل دارای منقاری به رنگ روشن می‌باشد. این پرندگان دریایی در سواحل زندگی کرده و غذا را در درجهٔ اول با شیرجه زدن به درون آب به‌دست می‌آورند. آنها در کلنی‌های بزرگ در صخره‌های ساحلی یا جزایر دور از ساحل، در شکاف میان سنگ‌ها یا در سوراخ‌هایی در خاک لانه می‌سازند. طوطی اقیانوس اطلس، مرغ دریایی کوچک و سازگار یافتهٔ سواحل ایالات متحده آمریکا و کانادای شرقی است. با نام طوطی دریا نیز مشهورند زیرا ترکیب رنگی مشابه پنگوئن و منقاری چندرنگ دارند. این پرندگان بیشتر زندگی‌شان را در دریا هستند.
در حالی که طوطی دریایی اطلس در شمال اقیانوس اطلس یافت می‌شود، دو گونه دیگر این پرنده، طوطی دریایی شاخدار و طوطی دریایی کاکل‌دار، در شمال اقیانوس آرام یافت شده‌اند.
تمام گونه‌های طوطی دریایی پرهای زینتی عمدتاً سیاه و سفید، و منقار قوی و بزرگ دارند. قسمتهای بیرونی رنگی از نوک آنها پس از فصل تولید مثل ریخته، یک منقار کوچک و کند برجای می‌ماند. بالهای کوتاه آنها را برای شنا کردن با تکنیک پرواز در زیر آب انجام می‌شود. در هوا، بال خود را به سرعت (تا ۴۰۰ بار در دقیقه) در پرواز سریع بهم می‌زنند، اغلب پرواز در سطح پایین بر فراز اقیانوس است.

## گونه‌ها
سه گونه دارد. طوطی دریایی اطلس، طوطی دریایی شاخ‌دار و طوطی دریایی کاکل‌دار.
| رده بندی گونه‌ها                             | رده بندی گونه‌ها | رده بندی گونه‌ها                                       | رده بندی گونه‌ها |
| نام عمومی و علمی                            | تصویر           | تشریح                                                 | ناحیه زیستی |
| ------------------------------------------- | --------------- | ----------------------------------------------------- | --- |
| طوطی دریایی اطلس (Fratercula arctica)       |                 | ۳۲ سانتی‌متر بلندی، ۵۳ سانتی‌متر طول بال‌ها، ۳۸۰ گرم وزن | آتلانتیک شمالی:سواحل شمال اروپا و جنوب به شمال فرانسه، بریتانیا، ایرلند، جزایر فارو، ایسلند، گرینلند، نروژ و آتلانتیک کانادا تا جنوب مین.زمستان‌ها جنوب مراکش و نیویورک |
| طوطی دریایی شاخدار (Fratercula corniculata) |                 | ۳۸ سانتی‌متر بلندی، ۵۸ سانتی‌متر طول بال‌ها، ۶۲۰ گرم وزن | اقیانوس آرام:سواحل سیبری، آلاسکا و بریتیش کلمبیا، زمستان شمال کالیفرنیا و باخا کالیفرنیا                                                                               |
| طوطی دریایی کاکل‌دار (Fratercula cirrhata)   |                 | ۳۸ سانتی‌متر بلندی، ۶۳ سانتی‌متر طول بال‌ها، ۷۸۰ گرم وزن | اقیانوس آرام:بریتیش کلمبیا، سراسر شمال‌شرقی آلاسکا و جزایر الیوتین، کامچاتکا، جزایر کوریل و سراسر دریای اختسک.زمستان‌ها شمال هونشو و کالیفرنیا                           |